# Ruby en el paraíso
Ruby en el paraíso (título original: Ruby in Paradise) es una película estadounidense de 1993 dirigida por Victor Nuñez y protagonizada por Ashley Judd, Todd Field, Bentley Mitchum, Allison Dean y Dorothy Lyman. La película está levemente basada en la novela La abadía de Northanger de Jane Austen.

## Sinopsis
Ruby (Judd) es una joven que deja su pequeño pueblo en Tennessee y llega a Panama City en la Florida, una localidad de veraneo que visitó cuando era niña. Aunque llega allí en otoño, al comienzo de la temporada baja, consigue un trabajo en Chambers Beach Emporium, una tienda de recuerdos dirigida por Mildred Chambers (Lyman). A lo largo de un año lleva un diario y contempla los altibajos de su carrera, su vida amorosa, su pasado y su futuro. La narración introspectiva de Ruby se intercala con escenas rutinarias en la tienda de recuerdos o conversaciones con su amiga Rochelle (Dean), o con los hombres con los que sale, Ricky (Mitchum) y Mike (Field). 

## Reparto
- Ashley Judd es Ruby Lee Gissing.
- Todd Field es Mike McCaslin.
- Bentley Mitchum es Ricky Chambers.
- Allison Dean es Rochelle Bridges.
- Dorothy Lyman es Mildred Chambers.
- Betsy Douds es Debrah Ann.
- Felicia Hernández es Persefina.